# 米州 (贞观)
米州，中国唐朝时设置的州。
贞观五年（631年）置，治所在米川县（今青海省循化撒拉族自治县）。辖境约当今青海省循化撒拉族自治县、同仁县等地。贞观十年（636年），废。 